# Доходный дом Жеребцовой
Доходный дом Жеребцовой (также известный как Особняк Гагариной) — доходный дом (ранее — частный особняк), возведённый в конце XVIII века зодчим Джакомо Кваренги. Здание было капитально перестроено в 1860-х годах архитектором Л. Ф. Фонтаной. Дом расположен в Санкт-Петербурге по адресам Дворцовая набережная, 10 и Миллионная улица, 11.

## История
Первоначально на месте, ныне занимаемом доходным домом Жеребцовой, располагалось владение полковника Я. Ф. Кола. В 1712 году здание перешло к Александру Кикину. 17 марта 1718 года Кикин был колесован. На прилегающих участках находились дом обер-кухмейстера Иоганна Фельтена (его троюродный брат Матиас Фельтен был отцом архитектора Юрия Фельтена) и особняк князя В. В. Долгорукова. В 1760 году эти участки были куплены И. И. Бецким. Вскоре здесь был построен особняк. Однако в 1787 году Бецкой поселился в свой новоотстроенный дом по адресу Дворцовая набережная, 2. Старый дом остался в собственности Бецкого. После смерти хозяина в 1795 г. всё имущество перешло к его дочери.
В 1798 году Павел I выкупил дом для сенатора Петра Лопухина. Его дочь Анна Лопухина вышла замуж за князя Павла Гавриловича Гагарина. К 1840 г. Гагарин был собственником всех трёх участков. В 1860—1863 годах архитектор Л. Ф. Фонтана перестроил дом, расширив его и приспособив под доходный дом. Хозяйкой дома стала Наталья Павловна Жеребцова — урождённая княжна Гагарина (1837—1905) — дочь П. Г. Гагарина во втором браке. Примечательно, что сам Фонтана также проживал в этом доме. В 1910-х годах в доме размещалось посольство Дании. С 1913 по 1917 гг. в доме размещалось Императорское российское автомобильное общество, почётным президентом которого был великий князь Михаил Александрович.

## Архитектурные особенности
Фасад, выходящий на набережную, оформлен в стиле барокко. Фасад прорезают 4 вертикали, представленные: на первом этаже прямоугольными, на втором этаже круглыми коринфскими колоннами, а на третьем этаже поясом из кариатид. Фасад со стороны Миллионной улицы эклектичен и обработан балконами и полукруглыми арками. На гранитной облицовке набережной у дворца имеется мемориальная доска следующего содержания: «1766 году».